# Llista d'espècies de tomísids (P-S)
Llista d'espècies de tomísids, per ordre alfabètic de la lletra P a la S, amb totes les espècies descrites fins al 28 de novembre de 2006.
- Per a les llistes d'espècies amb les altres lletres de l'alfabet, aneu a l'article principal, Llista d'espècies de tomísids.
- Per a la llista completa de tots els gèneres vegeu l'article Llista de gèneres de tomísids.

## Gèneres i espècies

### Pactactes
Pactactes Simon, 1895
- Pactactes compactus Lawrence, 1947 (Sud-àfrica)
- Pactactes obesus Simon, 1895 (Àfrica Central i Occidental)
- Pactactes trimaculatus Simon, 1895 (Zanzíbar)

### Pagida
Pagida Simon, 1895
- Pagida pseudorchestes (Thorell, 1890) (Sumatra)
- Pagida salticiformis (O. P.-Cambridge, 1883) (Sri Lanka)

### Parabomis
Parabomis Kulczyn'ski, 1901
- Parabomis anabensis Lawrence, 1928 (Namíbia)
- Parabomis levanderi Kulczyn'ski, 1901 (Etiòpia)
- Parabomis martini Lessert, 1919 (Àfrica Oriental)

### Paramystaria
Paramystaria Lessert, 1919
- Paramystaria decorata Lessert, 1919 (Àfrica Oriental)
- Paramystaria flavoguttata Lawrence, 1952 (Congo)
- Paramystaria lata Lawrence, 1927 (Namíbia)
- Paramystaria variabilis Lessert, 1919 (Àfrica Oriental, Mozambique)
  - Paramystaria variabilis delesserti Caporiacco, 1949 (Kenya)
  - Paramystaria variabilis occidentalis Millot, 1942 (Guinea)

### Parasmodix
Parasmodix Jézéquel, 1966
- Parasmodix quadrituberculata Jézéquel, 1966 (Costa d'Ivori)

### Parastephanops
Parastephanops F. O. P.-Cambridge, 1900
- Parastephanops cognatus (O. P.-Cambridge, 1892) (Panamà)
- Parastephanops eXinatus (Banks, 1914) (Cuba)

### Parastrophius
Parastrophius Simon, 1903
- Parastrophius echinosoma Simon, 1903 (Camerun, Equatorial Guinea)
- Parastrophius vishwai Dyal, 1935 (Pakistan)

### Parasynema
Parasynema F. O. P.-Cambridge, 1900
- Parasynema cambridgei Roewer, 1951 (Guatemala)
- Parasynema cirripes (O. P.-Cambridge, 1891) (Mèxic fins al Salvador)

### Pàsias
Pàsias Simon, 1895
- Pàsias luzonus Simon, 1895 (Filipines)
- Pàsias marathas Tikader, 1965 (Índia)
- Pàsias puspagiri Tikader, 1963 (Índia)

### Pàsiasula
Pàsiasula Roewer, 1942
- Pàsiasula eidmanni Roewer, 1942 (Bioko)

### Peritraeus
Peritraeus Simon, 1895
- Peritraeus hystrix Simon, 1895 (Sri Lanka)

### Phaenopoma
Phaenopoma Simon, 1895
- Phaenopoma milloti Roewer, 1961 (Senegal)
- Phaenopoma nigropunctatum (O. P.-Cambridge, 1883) (Sud-àfrica)
- Phaenopoma planum Simon, 1895 (Sierra Leone)

### Pharta
Pharta Thorell, 1891
- Pharta bimaculata Thorell, 1891 (Malàisia)

### Pherecydes
Pherecydes O. P.-Cambridge, 1883
- Pherecydes carinae Dippenaar-Schoeman, 1980 (Sud-àfrica)
- Pherecydes ionae Dippenaar-Schoeman, 1980 (Tanzània)
- Pherecydes livens Simon, 1895 (Tunísia)
- Pherecydes lucinae Dippenaar-Schoeman, 1980 (Sud-àfrica)
- Pherecydes nicolaasi Dippenaar-Schoeman, 1980 (Sud-àfrica)
- Pherecydes tuberculatus O. P.-Cambridge, 1883 (Sud-àfrica)
- Pherecydes zebra Lawrence, 1927 (Oest, Àfrica Meridional)
  - Pherecydes zebra tropicalis Millot, 1942 (Burkina Faso)

### Philodamia
Philodamia Thorell, 1894
- Philodamia armillata Thorell, 1895 (Bhutan, Myanmar)
- Philodamia hilaris Thorell, 1894 (Singapur)
- Philodamia semicincta (Workman, 1896) (Singapur)
- Philodamia variata Thorell, 1894 (Singapur)

### Philogaeus
Philogaeus Simon, 1895
- Philogaeus campestratus Simon, 1895 (Brasil)
- Philogaeus echimys Mello-Leitão, 1943 (Xile)

### Phireza
Phireza Simon, 1886
- Phireza sexmaculata Simon, 1886 (Brasil)

### Phrynarachne
Phrynarachne Thorell, 1869
- Phrynarachne bimaculata Thorell, 1895 (Myanmar)
- Phrynarachne ceylonica (O. P.-Cambridge, 1884) (Sri Lanka fins a la Xina, Taiwan, Japó)
- Phrynarachne clavigera Simon, 1903 (Madagascar)
- Phrynarachne coerulescens (Doleschall, 1859) (Java)
- Phrynarachne cucullata Simon, 1886 (Cambodia, Vietnam, Moluques)
- Phrynarachne decipiens (Forbes, 1883) (Java, Sumatra)
- Phrynarachne dissimilis (Doleschall, 1859) (Java)
- Phrynarachne fatalis O. P.-Cambridge, 1899 (Sri Lanka)
- Phrynarachne gracilipes Pavesi, 1895 (Etiòpia)
- Phrynarachne huangshanensis Li, Chen & Song, 1985 (Xina)
- Phrynarachne jobiensis (Thorell, 1877) (Nova Guinea)
- Phrynarachne kannegieteri Hasselt, 1893 (Sumatra)
- Phrynarachne katoi Chikuni, 1955 (Xina, Corea, Japó)
- Phrynarachne mammillata Song, 1990 (Xina)
- Phrynarachne marmorata Pocock, 1899 (Equatorial Guinea)
- Phrynarachne melloleitaoi Lessert, 1933 (Angola)
- Phrynarachne olivacea Jézéquel, 1964 (Costa d'Ivori)
- Phrynarachne papulata Thorell, 1891 (Myanmar)
  - Phrynarachne papulata aspera Thorell, 1895 (Myanmar)
- Phrynarachne peeliana (Stoliczka, 1869) (Índia)
- Phrynarachne pusiola Simon, 1903 (Madagascar)
- Phrynarachne rothschildi Pocock & Rothschild, 1903 (Sri Lanka)
- Phrynarachne rubroperlata Simon, 1907 (Àfrica Occidental)
- Phrynarachne rugosa (Latreille, 1804) (Àfrica Occidental, Malawi, Madagascar, Maurici, Réunion)
  - Phrynarachne rugosa infernalis (Strand, 1907) (Camerun, Equatorial Guinea, Malawi)
  - Phrynarachne rugosa spongicolorata Millot, 1942 (Guinea)
- Phrynarachne sinensis Peng, Yin & Kim, 2004 (Xina)
- Phrynarachne tuberculata Rainbow, 1899 (Nova Guinea)
- Phrynarachne tuberosa (Blackwall, 1864) (Índia)
- Phrynarachne tuberosula (Karsch, 1880) (Àfrica Occidental)

### Physoplatys
Physoplatys Simon, 1895
- Physoplatys nitidus Simon, 1895 (Paraguai)

### Pistius
Pistius Simon, 1875
- Pistius barchensis Basu, 1965 (Índia)
- Pistius bhadurii Basu, 1965 (Índia)
- Pistius gangulyi Basu, 1965 (Índia, Xina)
- Pistius kalimpus Tikader, 1970 (Índia)
- Pistius kanikae Basu, 1964 (Índia)
- Pistius robustus Basu, 1965 (Índia)
- Pistius tikaderi Kumari & Mittal, 1999 (Índia)
- Pistius truncatus (Pallas, 1772) (Paleàrtic)
- Pistius undulatus Karsch, 1879 (Rússia, Kazakhstan, Xina, Corea, Japó)

### Plancinus
Plancinus Simon, 1886
- Plancinus brevipes Simon, 1886 (Uruguai)
- Plancinus cornutus Simon, 1886 (Uruguai)
- Plancinus runcinioides Simon, 1886 (Uruguai)

### Plastonomus
Plastonomus Simon, 1903
- Plastonomus octoguttatus Simon, 1903 (Madagascar)

### Platyarachne
Platyarachne Keyserling, 1880
- Platyarachne argentina Mello-Leitão, 1944 (Argentina)
- Platyarachne episcopalis (Taczanowski, 1872) (Guaiana Francesa)
- Platyarachne histrix Simon, 1895 (Brasil)
- Platyarachne scopulifera Simon, 1895 (Perú)

### Platythomisus
Platythomisus Doleschall, 1859
- Platythomisus bazarus Tikader, 1970 (Índia)
- Platythomisus deserticola Lawrence, 1936 (Àfrica Meridional)
- Platythomisus heraldicus Karsch, 1878 (Àfrica Oriental, Zanzíbar)
- Platythomisus insignis Pocock, 1899 (Equatorial Guinea, Congo)
- Platythomisus jubbi Lawrence, 1968 (Sud-àfrica)
- Platythomisus jucundus Thorell, 1894 (Java)
- Platythomisus nigriceps Pocock, 1899 (Equatorial Guinea, Costa d'Ivori)
- Platythomisus octomaculatus (C. L. Koch, 1845) (Sumatra, Java)
- Platythomisus pantherinus Pocock, 1898 (Malawi)
- Platythomisus quadrimaculatus Hasselt, 1882 (Sumatra)
- Platythomisus scytodimorphus (Karsch, 1886) (Àfrica Oriental)
- Platythomisus sexmaculatus Simon, 1897 (Somàlia)
- Platythomisus sibayius Lawrence, 1968 (Sud-àfrica)
- Platythomisus sudeepi Biswas, 1977 (Índia)

### Poecilothomisus
Poecilothomisus Simon, 1895
- Poecilothomisus speciosus (Thorell, 1881) (Northern Austràlia)

### Porropis
Porropis L. Koch, 1876
- Porropis callipoda Thorell, 1881 (Queensland, Nova Guinea)
- Porropis flavifrons L. Koch, 1876 (Queensland)
- Porropis homeyeri (Karsch, 1880) (Angola)
- Porropis nitidula Thorell, 1881 (Queensland)
- Porropis poecila Kulczyn'ski, 1911 (Nova Guinea)
- Porropis tristicula Thorell, 1881 (Queensland)

### Pothaeus
Pothaeus Thorell, 1895
- Pothaeus armatus Thorell, 1895 (Myanmar)

### Prepotelus
Prepotelus Simon, 1898
- Prepotelus curtus Ledoux, 2004 (Réunion)
- Prepotelus lanceolatus Simon, 1898 (Maurici, Réunion)
- Prepotelus limbatus (Simon, 1898) (Maurici)
- Prepotelus pectinitarsis (Simon, 1898) (Maurici)

### Pseudamyciaea
Pseudamyciaea Simon, 1905
- Pseudamyciaea fuscicauda Simon, 1905 (Java)

### Pseudoporrhopis
Pseudoporrhopis Simon, 1886
- Pseudoporrhopis granum Simon, 1886 (Madagascar)

### Pycnaxis
Pycnaxis Simon, 1895
- Pycnaxis guttata Simon, 1895 (Filipines)

### Pyresthesis
Pyresthesis Butler, 1879
- Pyresthesis berlandi Caporiacco, 1947 (Guyana)
- Pyresthesis laevis (Keyserling, 1877) (Madagascar)

### Reinickella
Reinickella Dahl, 1907
- Reinickella xysticoides Dahl, 1907 (Java)

### Rejanellus
Rejanellus Lise, 2005
- Rejanellus granulatus (Bryant, 1940) (Cuba)
- Rejanellus mutchleri (Petrunkevitch, 1930) (Puerto Rico)
- Rejanellus pallescens (Bryant, 1940) (Cuba, Hispaniola)
- Rejanellus venustus (Bryant, 1948) (Hispaniola)

### Rhaebobates
Rhaebobates Thorell, 1881
- Rhaebobates latifrons Kulczyn'ski, 1911 (Nova Guinea)
- Rhaebobates lituratus Thorell, 1881 (Nova Guinea)

### Runcinia
Runcinia Simon, 1875
- Runcinia acuminata (Thorell, 1881) (Bangladesh fins al Japó, Nova Guinea, Austràlia)
- Runcinia aethiops (Simon, 1901) (Àfrica)
- Runcinia affinis Simon, 1897 (Àfrica, Bangladesh fins al Japó, Filipines, Java)
- Runcinia albida (Marx, 1893) (Congo)
- Runcinia bifrons (Simon, 1895) (Índia, Sri Lanka, Vietnam)
- Runcinia carae Dippenaar-Schoeman, 1983 (Botswana, Kenya)
- Runcinia caudata Schenkel, 1963 (Xina)
- Runcinia depressa Simon, 1906 (Àfrica)
- Runcinia disticta Thorell, 1891 (Myanmar, Sumatra, Java)
- Runcinia dubia Caporiacco, 1940 (Somàlia)
- Runcinia erythrina Jézéquel, 1964 (Oest, Àfrica Meridional)
- Runcinia escheri Reimoser, 1934 (Índia)
- Runcinia flavida (Simon, 1881) (Àfrica)
- Runcinia ghorpadei Tikader, 1980 (Índia)
- Runcinia grammica (C. L. Koch, 1837) (Paleàrtic, Santa Helena, Sud-àfrica)
- Runcinia johnstoni Lessert, 1919 (Àfrica)
- Runcinia khandari Gajbe, 2004 (Índia)
- Runcinia kinbergi Thorell, 1891 (Myanmar, Illes Nicobar, Java)
- Runcinia longipes Strand, 1906 (Etiòpia)
- Runcinia manicata Thorell, 1895 (Myanmar)
- Runcinia multilineata Roewer, 1961 (Senegal)
- Runcinia oculifrons Strand, 1907 (Madagascar)
- Runcinia plana Simon, 1895 (Paraguai)
- Runcinia roonwali Tikader, 1965 (Índia)
- Runcinia soeensis Schenkel, 1944 (Timor)
- Runcinia spinulosa (O. P.-Cambridge, 1885) (Pakistan, Índia)
- Runcinia tarabayevi Marusik & Logunov, 1990 (Àsia central)
- Runcinia tropica Simon, 1907 (Àfrica)
- Runcinia yogeshi Gajbe & Gajbe, 2001 (Índia)

### Saccodomus
Saccodomus Rainbow, 1900
- Saccodomus formivorus Rainbow, 1900 (Nova Gal·les del Sud)

### Sanmenia
Sanmenia Song & Kim, 1992
- Sanmenia gongshan Yang, Zhu & Song, 2006 (Xina)
- Sanmenia kohi Ono, 1995 (Singapur)
- Sanmenia zhengi (Ono & Song, 1986) (Xina, Illes Ryukyu)

### Scopticus
Scopticus Simon, 1895
- Scopticus herbeus Simon, 1895 (Java)

### Sidymella
Sidymella Strand, 1942
- Sidymella angularis (Urquhart, 1885) (Nova Zelanda)
- Sidymella angulata (Urquhart, 1885) (Nova Zelanda)
- Sidymella benhami (Hogg, 1910) (Nova Zelanda, Stewart)
- Sidymella bicuspidata (L. Koch, 1874) (Queensland)
- Sidymella hirsuta (L. Koch, 1874) (Queensland)
- Sidymella Jordàniaensis (Soares, 1944) (Brasil)
- Sidymella kochi (Simon, 1908) (Oest d'Austràlia)
- Sidymella kolpogaster (Lise, 1973) (Brasil)
- Sidymella lampei (Strand, 1913) (Victòria)
- Sidymella lobata (L. Koch, 1874) (Queensland, Nova Gal·les del Sud)
- Sidymella longipes (L. Koch, 1874) (Queensland)
- Sidymella longispina (Mello-Leitão, 1943) (Brasil)
- Sidymella lucida (Keyserling, 1880) (Colòmbia fins a Argentina)
- Sidymella multispinulosa (Mello-Leitão, 1944) (Brasil)
- Sidymella nigripes (Mello-Leitão, 1947) (Brasil)
- Sidymella obscura (Mello-Leitão, 1929) (Brasil)
- Sidymella parallela (Mello-Leitão, 1929) (Brasil)
- Sidymella rubrosignata (L. Koch, 1874) (Nova Gal·les del Sud)
- Sidymella sigillata (Mello-Leitão, 1941) (Uruguai)
- Sidymella spinifera (Mello-Leitão, 1929) (Brasil)
- Sidymella trapezia (L. Koch, 1874) (Austràlia)

### Simorcus
Simorcus Simon, 1895
- Simorcus Àsiaticus Ono & Song, 1989 (Xina)
- Simorcus capensis Simon, 1895 (Sud-àfrica)
- Simorcus coronatus Simon, 1907 (Àfrica Occidental)
- Simorcus cotti Lessert, 1936 (Mozambique)
- Simorcus zuluanus Lawrence, 1942 (Sud-àfrica)

### Sinothomisus
Sinothomisus Tang i cols., 2006
- Sinothomisus liae Tang i cols., 2006 (Xina)

### Smodicinodes
Smodicinodes Ono, 1993
- Smodicinodes hupingensis Tang, Yin & Peng, 2004 (Xina)
- Smodicinodes kovaci Ono, 1993 (Malàisia)
- Smodicinodes schwendingeri Benjamin, 2002 (Tailàndia)

### Smodicinus
Smodicinus Simon, 1895
- Smodicinus coroniger Simon, 1895 (Oest, Àfrica Meridional)

### Soelteria
Soelteria Dahl, 1907
- Soelteria nigra Dahl, 1907 (Madagascar)

### Stephanopis
Stephanopis O. P.-Cambridge, 1869
- Stephanopis acanthogastra Mello-Leitão, 1929 (Brasil)
- Stephanopis ahenea Soares & Soares, 1946 (Brasil)
- Stephanopis altifrons O. P.-Cambridge, 1869 (Austràlia)
- Stephanopis angulata Rainbow, 1899 (Nova Guinea)
- Stephanopis antennata Tullgren, 1902 (Xile)
- Stephanopis armata L. Koch, 1874 (Queensland)
- Stephanopis aruana Thorell, 1881 (Illes Aru)
- Stephanopis aspera Rainbow, 1893 (Nova Gal·les del Sud)
- Stephanopis badia Keyserling, 1880 (Colòmbia)
- Stephanopis barbipes Keyserling, 1890 (Austràlia)
- Stephanopis bella Soares & Soares, 1946 (Brasil)
- Stephanopis bicornis L. Koch, 1874 (Nova Gal·les del Sud)
- Stephanopis borgmeyeri Mello-Leitão, 1929 (Brasil)
- Stephanopis bradleyi Mello-Leitão, 1929 (Austràlia)
- Stephanopis cambridgei Thorell, 1870 (Austràlia, Tasmània)
- Stephanopis championi (F. O. P.-Cambridge, 1900) (Panamà)
- Stephanopis cheesmanae Berland, 1938 (Noves Hèbrides)
- Stephanopis clavata O. P.-Cambridge, 1869 (Austràlia)
- Stephanopis colatinae Soares & Soares, 1946 (Brasil)
- Stephanopis congoensis Lessert, 1943 (Congo)
- Stephanopis corticalis L. Koch, 1876 (Queensland)
- Stephanopis cristipes Kulczyn'ski, 1911 (Nova Guinea)
- Stephanopis depressa Bradley, 1871 (Queensland)
- Stephanopis ditissima (Nicolet, 1849) (Xile)
- Stephanopis elongata Bradley, 1871 (Queensland)
- Stephanopis erinacea Karsch, 1878 (Fiji)
- Stephanopis exigua (Nicolet, 1849) (Xile)
- Stephanopis fissifrons Rainbow, 1920 (Illa Lord Howe)
- Stephanopis furcillata Keyserling, 1880 (Brasil)
- Stephanopis hystrix Mello-Leitão, 1951 (Xile)
- Stephanopis lata O. P.-Cambridge, 1869 (Nova Gal·les del Sud, Victòria, Tasmània)
- Stephanopis longimana Thorell, 1881 (Queensland)
- Stephanopis macleayi Bradley, 1871 (Nova Gal·les del Sud)
- Stephanopis macrostyla Mello-Leitão, 1929 (Brasil)
- Stephanopis malacostracea (Walckenaer, 1837) (Austràlia)
- Stephanopis maulliniana Mello-Leitão, 1951 (Xile)
- Stephanopis minuta L. Koch, 1876 (Queensland)
- Stephanopis monticola Bradley, 1871 (Nova Gal·les del Sud)
- Stephanopis monulfi Chrysanthus, 1964 (Nova Guinea)
- Stephanopis nigra O. P.-Cambridge, 1869 (Austràlia)
- Stephanopis nodosa (Nicolet, 1849) (Xile)
- Stephanopis obtusifrons Rainbow, 1902 (Nova Gal·les del Sud)
- Stephanopis octolobata Simon, 1886 (Madagascar)
- Stephanopis ornata L. Koch, 1876 (Austràlia Oriental)
- Stephanopis palliolata Simon, 1908 (Oest d'Austràlia)
- Stephanopis parahybana Mello-Leitão, 1929 (Brasil)
- Stephanopis pentacantha Mello-Leitão, 1929 (Brasil)
- Stephanopis quimiliensis Mello-Leitão, 1942 (Argentina)
- Stephanopis quinquetuberculata (Taczanowski, 1872) (Colòmbia, Brasil, Guaiana Francesa)
- Stephanopis renipalpis Mello-Leitão, 1929 (Brasil)
- Stephanopis rhomboidalis Simon, 1886 (Madagascar)
- Stephanopis rufiventris Bradley, 1871 (Nova Gal·les del Sud)
- Stephanopis salobrensis Mello-Leitão, 1929 (Brasil)
- Stephanopis scabra L. Koch, 1874 (Queensland, Nova Gal·les del Sud, Tasmània)
- Stephanopis secata (Walckenaer, 1805) (Timor)
- Stephanopis spissa (Nicolet, 1849) (Xile)
- Stephanopis stelloides (Walckenaer, 1837) (Illes Verges, Brasil)
- Stephanopis thomisoides Bradley, 1871 (Queensland)
- Stephanopis trilobata Mello-Leitão, 1929 (Brasil)
- Stephanopis tuberculata Bradley, 1871 (Nova Gal·les del Sud)
- Stephanopis verrucosa (Nicolet, 1849) (Xile)
- Stephanopis vilosa Rainbow, 1911 (Austràlia)
- Stephanopis weyersi Simon, 1899 (Sumatra)
- Stephanopis yulensis Thorell, 1881 (Illes Yule)

### Stephanopoides
Stephanopoides Keyserling, 1880
- Stephanopoides brasiliana Keyserling, 1880 (Brasil)
- Stephanopoides sexmaculata Mello-Leitão, 1929 (Brasil, Argentina)
- Stephanopoides simoni Keyserling, 1880 (Brasil, Guyana, Bolívia)

### Stiphropella
Stiphropella Lawrence, 1952
- Stiphropella gracilis Lawrence, 1952 (Sud-àfrica)

### Stiphropus
Stiphropus Gerstäcker, 1873
- Stiphropus affinis Lessert, 1923 (Sud-àfrica)
- Stiphropus bisigillatus Lawrence, 1952 (Sud-àfrica)
- Stiphropus dentifrons Simon, 1895 (Gabon, Congo, Bioko)
- Stiphropus drassiformis (O. P.-Cambridge, 1883) (Est, Sud-àfrica)
- Stiphropus duriusculus (Simon, 1885) (Índia)
- Stiphropus falciformus Yang, Zhu & Song, 2006 (Xina)
- Stiphropus gruberi Ono, 1980 (Sumatra)
- Stiphropus intermedius Millot, 1942 (Costa d'Ivori)
- Stiphropus lippulus Simon, 1907 (Guinea-Bissau)
- Stiphropus lugubris Gerstäcker, 1873 (Àfrica Oriental)
- Stiphropus melas Jézéquel, 1966 (Costa d'Ivori)
- Stiphropus minutus Lessert, 1943 (Congo)
- Stiphropus monardi Lessert, 1943 (Congo)
- Stiphropus niger Simon, 1886 (Àfrica Occidental)
- Stiphropus ocellatus Thorell, 1887 (Myanmar, Vietnam)
- Stiphropus sangayus Barrion & Litsinger, 1995 (Filipines)
- Stiphropus scutatus Lawrence, 1927 (Namíbia)
- Stiphropus sigillatus (O. P.-Cambridge, 1883) (Sri Lanka)
- Stiphropus soureni Sen, 1964 (Índia, Nepal, Bhutan)
- Stiphropus strandi Spassky, 1938 (Àsia central)

### Strigoplus
Strigoplus Simon, 1885
- Strigoplus albostriatus Simon, 1885 (Bhutan, Malàisia, Java)
- Strigoplus bilobus Saha & Raychaudhuri, 2005 (Índia)
- Strigoplus guizhouensis Song, 1990 (Xina)
- Strigoplus netravati Tikader, 1963 (Índia)

### Strophius
Strophius Keyserling, 1880
- Strophius albofasciatus Mello-Leitão, 1929 (Brasil)
- Strophius bifasciatus Mello-Leitão, 1940 (Guyana)
- Strophius didacticus Mello-Leitão, 1917 (Brasil)
- Strophius fidelis Mello-Leitão, 1929 (Brasil)
- Strophius hirsutus O. P.-Cambridge, 1891 (Costa Rica, Panamà)
- Strophius levyi Soares, 1943 (Brasil)
- Strophius melloleitaoi Soares, 1943 (Brasil)
- Strophius mendax Mello-Leitão, 1929 (Brasil)
- Strophius nigricans Keyserling, 1880 (Trinidad, Perú, Brasil, Paraguai)
- Strophius sigillatus Mello-Leitão, 1940 (Guyana)
- Strophius signatus O. P.-Cambridge, 1892 (Mèxic, Guatemala, Brasil)

### Sylligma
Sylligma Simon, 1895 (considerada un sinònim adult de Platypyresthesis Simon, 1903 per Lehtinen, 2005a: 152.)
- Sylligma cribrata (Simon, 1901) (Etiòpia)
- Sylligma hirsuta Simon, 1895 (Sierra Leone, Congo)
- Sylligma lawrencei Millot, 1942 (Guinea)

### Synaemops
Synaemops Mello-Leitão, 1929
- Synaemops nigridorsi Mello-Leitão, 1929 (Brasil)
- Synaemops notabilis Mello-Leitão, 1941 (Brasil)
- Synaemops pugilator Mello-Leitão, 1941 (Argentina)
- Synaemops rubropunctatus Mello-Leitão, 1929 (Brasil)

### Synalus
Synalus Simon, 1895
- Synalus angustus (L. Koch, 1876) (Nova Gal·les del Sud)
- Synalus terrosus Simon, 1895 (Tasmània)

### Synema
Synema Simon, 1864
- Synema abrahami Mello-Leitão, 1948 (Guyana)
- Synema adjunctum O. P.-Cambridge, 1891 (Panamà)
- Synema aequinoctiale (Taczanowski, 1872) (Mèxic, Guaiana Francesa)
- Synema affinitatum O. P.-Cambridge, 1891 (Mèxic fins a Brasil)
- Synema albomaculatum Ono, 2001 (Bhutan)
- Synema annulipes Dahl, 1907 (Àfrica Oriental)
- Synema bariguiensis Mello-Leitão, 1947 (Brasil)
- Synema batarasa Barrion & Litsinger, 1995 (Filipines)
- Synema bellum Soares, 1944 (Brasil)
- Synema berlandi Lessert, 1919 (Etiòpia, Àfrica Oriental)
- Synema bipunctatum (Taczanowski, 1872) (Brasil, Guaiana Francesa)
- Synema bishopi Caporiacco, 1955 (Veneçuela, Guaiana Francesa)
- Synema bourgini Millot, 1942 (Guinea)
- Synema buettneri Dahl, 1907 (Camerun, Togo)
- Synema camerunense Dahl, 1907 (Camerun)
- Synema candicans (O. P.-Cambridge, 1876) (Egipte)
- Synema caucasicum Utochkin, 1960 (Geòrgia)
- Synema cervinum Schenkel, 1936 (Xina)
- Synema chikunii Ono, 1983 (Japó)
- Synema concolor Caporiacco, 1947 (Àfrica Oriental)
- Synema conradti Dahl, 1907 (Camerun)
- Synema curvatum Dahl, 1907 (Àfrica Oriental)
- Synema decens (Karsch, 1878) (Sud-àfrica)
- Synema decoratum Tikader, 1960 (Índia, Xina)
- Synema diana (Audouin, 1826) (Tunísia fins a Saudi Arabia)
- Synema fasciatum Mello-Leitão, 1929 (Brasil)
- Synema fiebrigi Dahl, 1907 (Paraguai)
- Synema fischeri Dahl, 1907 (Somàlia)
- Synema flavimanum Dahl, 1907 (Àfrica Oriental)
- Synema flavipes Dahl, 1907 (Togo)
- Synema flavum Dahl, 1907 (Àfrica Oriental)
- Synema flexuosum Dahl, 1907 (Àfrica Oriental)
- Synema fuelleborni Dahl, 1907 (Àfrica Oriental)
- Synema fuscomandibulatum Petrunkevitch, 1925 (Panamà)
- Synema glaucothorax Piza, 1934 (Brasil)
- Synema globosum (Fabricius, 1775) (Paleàrtic)
  - Synema globosum clarum Franganillo, 1913 (Espanya)
  - Synema globosum flavum Franganillo, 1913 (Espanya)
  - Synema globosum nigriventre Kulczyn'ski, 1901 (Rússia)
  - Synema globosum pulchellum Franganillo, 1926 (Espanya)
- Synema gracilipes Dahl, 1907 (Congo, Àfrica Oriental)
- Synema haemorrhoidale Dahl, 1907 (Paraguai)
- Synema haenschi Dahl, 1907 (Guatemala, Brasil)
- Synema helvolum Simon, 1907 (Guinea-Bissau)
- Synema hildebrandti Dahl, 1907 (Madagascar)
- Synema hirtipes Dahl, 1907 (Zimbabwe)
- Synema illustre Keyserling, 1880 (Perú)
- Synema imitator (Pavesi, 1883) (Etiòpia, Est, Sud-àfrica)
  - Synema imitator meridionale Strand, 1907 (Sud-àfrica)
- Synema interjectivum Mello-Leitão, 1947 (Brasil)
- Synema jaspideum Simon, 1907 (Sierra Leone, Bioko)
- Synema jocosum Banks, 1929 (Panamà)
- Synema lanceolatum Mello-Leitão, 1929 (Brasil)
- Synema langheldi Dahl, 1907 (Est, Àfrica Meridional)
- Synema laticeps Dahl, 1907 (Àfrica Oriental)
- Synema latispinum Keyserling, 1883 (Perú)
- Synema latissimum Dahl, 1907 (Togo)
- Synema lineatum Thorell, 1894 (Singapur)
- Synema longipes Dahl, 1907 (Togo)
- Synema longispinosum Dahl, 1907 (Àfrica Oriental)
- Synema lopezi Jiménez, 1988 (Mèxic)
- Synema lunulatum Dahl, 1907 (Madagascar)
- Synema luridum Keyserling, 1880 (Perú)
- Synema luteovittatum Keyserling, 1891 (Brasil)
- Synema maculatovittatum Caporiacco, 1954 (Guaiana Francesa)
- Synema maculosum O. P.-Cambridge, 1891 (Amèrica Central)
- Synema madidum O. P.-Cambridge, 1895 (Mèxic)
- Synema mandibulare Dahl, 1907 (Àfrica Oriental)
- Synema marcidum Simon, 1907 (Guinea-Bissau)
- Synema marlothi Dahl, 1907 (Sud-àfrica)
- Synema multipunctatum (Simon, 1895) (Iemen, Congo, Guinea)
- Synema mysorense Tikader, 1980 (Índia)
- Synema nangoku Ono, 2002 (Japó)
- Synema neomexicanum Gartsch, 1939 (EUA)
- Synema nigrianum Mello-Leitão, 1929 (Veneçuela fins a Brasil)
- Synema nigriventer Dahl, 1907 (Àfrica Oriental)
- Synema nigrotibiale Lessert, 1919 (Àfrica Oriental)
- Synema nigrum Keyserling, 1880 (Perú)
- Synema nitidulum Simon, 1929 (Brasil)
- Synema obscurifrons Dahl, 1907 (Madagascar)
- Synema obscuripes Dahl, 1907 (Madagascar)
- Synema opulentum Simon, 1886 (Vietnam, Sumatra)
  - Synema opulentum birmanicum Thorell, 1887 (Myanmar)
- Synema ornatum (Thorell, 1875) (Hongria, Rússia, Ucraïna)
- Synema palliatum O. P.-Cambridge, 1891 (Panamà)
- Synema papuanellum Strand, 1913 (Nova Guinea)
- Synema paraense Mello-Leitão, 1929 (Brasil)
- Synema parvulum (Hentz, 1847) (EUA, Mèxic)
- Synema pauciaculeis Caporiacco, 1947 (Àfrica Oriental)
- Synema pereirai Soares, 1943 (Brasil)
- Synema pichoni Schenkel, 1963 (Xina)
- Synema plorator (O. P.-Cambridge, 1872) (Eslovàquia fins a Israel, Àsia central)
- Synema pluripunctatum Mello-Leitão, 1929 (Brasil)
- Synema pusillum Caporiacco, 1955 (Veneçuela)
- Synema putum O. P.-Cambridge, 1891 (Guatemala)
- Synema quadratum Mello-Leitão, 1929 (Brasil)
- Synema quadrifasciatum Dahl, 1907 (Àfrica Oriental)
- Synema quadrimaculatum Roewer, 1961 (Senegal)
- Synema reimoseri Lessert, 1928 (Congo)
- Synema riflense Strand, 1909 (Sud-àfrica)
- Synema rubromaculatum Keyserling, 1880 (Colòmbia, Brasil)
- Synema scalare Strand, 1913 (Central Àfrica)
- Synema scheffleri Dahl, 1907 (Àfrica Oriental)
- Synema schulzi Dahl, 1907 (Brasil)
- Synema setiferum Mello-Leitão, 1929 (Brasil)
- Synema simoneae Lessert, 1919 (Àfrica Oriental)
- Synema socium O. P.-Cambridge, 1891 (Panamà)
- Synema spinosum Mello-Leitão, 1929 (Brasil)
- Synema spirale Dahl, 1907 (Sud Amèrica)
- Synema steckeri Dahl, 1907 (Togo, Sudan)
- Synema subabnorme Caporiacco, 1947 (Uganda)
- Synema suteri Dahl, 1907 (Nova Zelanda)
- Synema tadzhikistanicum Utochkin, 1960 (Àsia central)
- Synema ternetzi Mello-Leitão, 1939 (Paraguai)
- Synema tibiale Dahl, 1907 (Malawi)
- Synema togoense Dahl, 1907 (Togo)
- Synema tricalcaratum Mello-Leitão, 1929 (Brasil)
- Synema trimaculosum Schmidt, 1956 (Ecuador)
- Synema utotchkini Marusik & Logunov, 1995 (Kazakhstan, Kirguizstan)
- Synema vachoni Jézéquel, 1964 (Costa d'Ivori)
- Synema valentinieri Dahl, 1907 (Egipte)
- Synema vallotoni Lessert, 1923 (Sud-àfrica)
- Synema variabile Caporiacco, 1939 (Etiòpia)
- Synema viridans (Banks, 1896) (EUA)
- Synema viridisterne Jézéquel, 1966 (Costa d'Ivori)
- Synema vittatum Keyserling, 1880 (Perú)
- Synema zonatum Tang & Song, 1988 (Xina)

### Synstrophius
Synstrophius Mello-Leitão, 1925
- Synstrophius blanci (Mello-Leitão, 1917) (Brasil)
- Synstrophius muricatus Mello-Leitão, 1942 (Argentina)